# Anke Köster
Anke Köster ist eine deutsche Drehbuchautorin.

## Leben und Karriere
Anke Köster ist seit den frühen 2000er-Jahren im deutschen Fernsehen tätig. Sie arbeitete zunächst als Regieassistentin bei verschiedenen Krimiformaten, z. B. Tatort und Bella Block, und wechselte später in den Bereich Drehbuch und Storyentwicklung.

## Regieassistenz (Auswahl)
- Die Verbrechen des Professor Capellari (2001–2004)
- SOKO Kitzbühel (2012, eine Folge)

## Drehbücher (Auswahl)
- Unter uns (2016–2025) – Autorin
- Alles was zählt (2016–2019) – Autorin
- Verbotene Liebe (2008–2013) – Dialogautorin